# Torre Turull (Sabadell)
La Torre Turull és una obra eclèctica de Sabadell (Vallès Occidental) protegida com a Bé Cultural d'Interès Local.

## Descripció
Torre habitatge de planta exempta, envoltada per un ampli jardí que ressegueix el marge dret del riu Ripoll. Té una sola planta d'alçada de la qual sobresurt una torratxa quadrada acabada amb un mirador. La coberta és a quatre vessants.

## Història
Aquesta torre es troba emplaçada al començament de l'antic passeig de la Revolució, camí per on els sabadellencs anaven a Polinyà. Actualment el camí està en desús, fet que ha motivat la marginalitat d'aquest espai.